# Tienhoven (Stichtse Vecht)
Tienhoven is een klein dorp in de gemeente Stichtse Vecht, in de Nederlandse provincie Utrecht. Het dorp heeft 1.780 inwoners (2023).
Een stuk land, groot tien hoeven (oppervlaktemaat) werd in 1243 door Herman van Maarssen aan het kapittel van Sint Pieter te Utrecht verkocht. Hierdoor werd het kapittel de bezitter van het gerecht Tienhoven. Het kapittel verkocht zijn rechten in 1621 aan de familie Ploos van Amstel. Reeds in de Middeleeuwen was er een kapel in Tienhoven, maar Tienhoven werd nooit een zelfstandige parochie. Pas na de reformatie werd het met de aanstelling van een predikant in 1604 een zelfstandige kerkelijke gemeente. Tot deze gemeente behoorden ook de inwoners van Maarsseveen en Breukeleveen.
De heerlijkheid Tienhoven bleef 1811 bij de vorming van de gemeenten zelfstandig. Per 1 januari 1812 werd ze al samengevoegd met de gemeenten Oud-Maarsseveen, Nieuw-Maarsseveen en Breukeleveen onder de naam gemeente Tienhoven. Lang duurde deze situatie niet, want op 1 januari 1818 werd Maarsseveen een zelfstandige gemeente en werd Tienhoven weer beperkt tot zijn oude grondgebied. Op 1 juli 1957 werd de gemeente Tienhoven opgeheven en bij de gemeente Maarssen gevoegd. Met Maarssen ging het per 1 januari 2011 op in de gemeente Stichtse Vecht.
Ten oosten van het dorp staat de voormalige poldermolen De Trouwe Waghter uit 1832.
Componist Rogier van Otterloo componeerde hier in zijn schuur vele beroemde werken.

## Sport en recreatie
- De plaatselijke voetbalvereniging heet VIOD (Vooruitgang Is Ons Doel).
- Tienhoven is gelegen aan de Europese wandelroute E11, ter plaatse ook wel Marskramerpad geheten. De route loopt vanaf Breukelen via Fort Tienhoven en de Loosdrechtse Plassen en vervolgt richting Hollandsche Rading.